# Mariage bakhtiari
 (mai 2019).

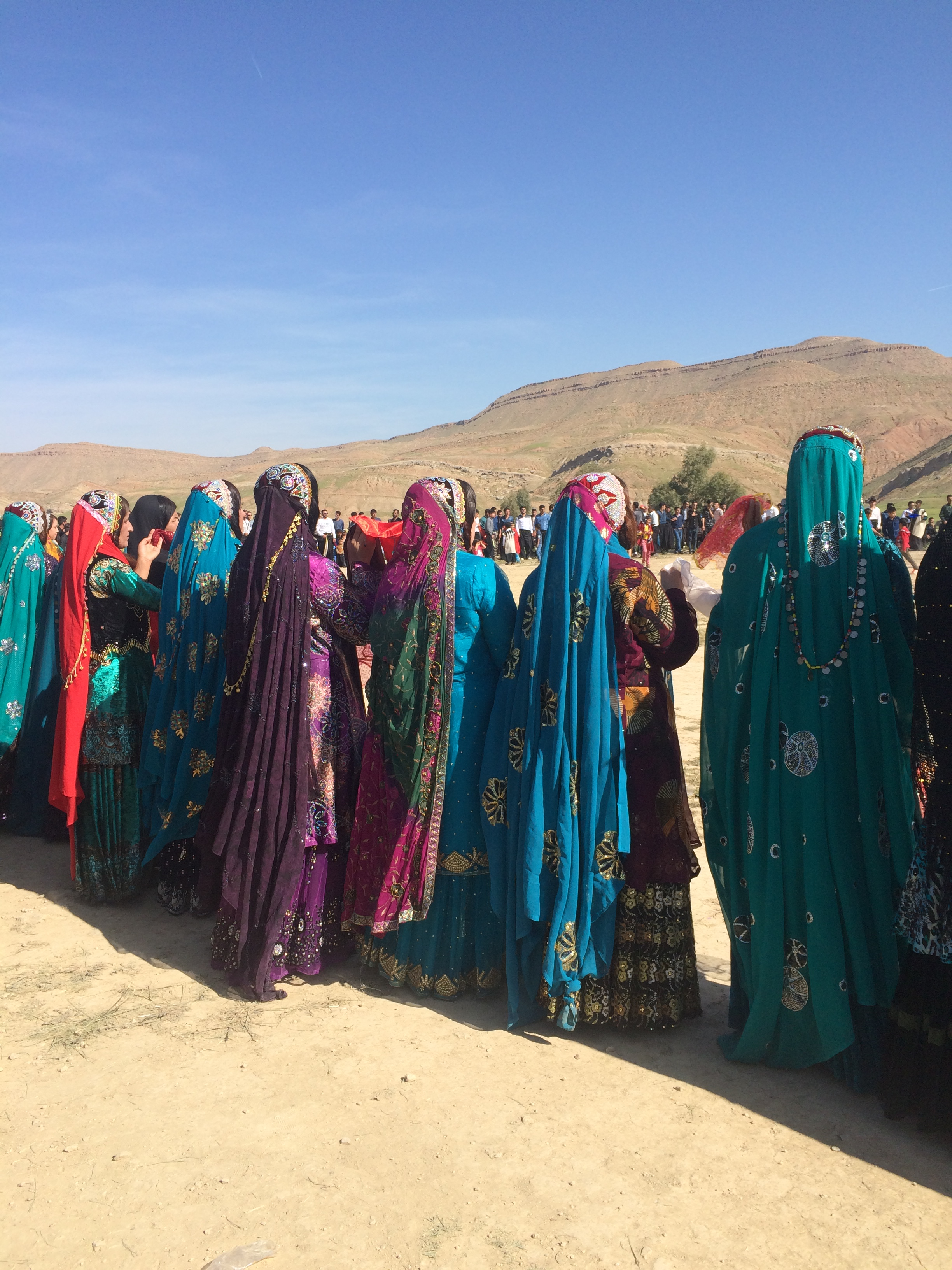
Scène de dastmal bāzi lors d'un mariage à Andika.

Le mariage bakhtiari est considéré comme l'un des évènements majeurs au sein de la tribu bakhtiari, d'Iran. Celui-ci est indépendant du mariage religieux et peut avoir lieu bien après ce dernier. Il est empreint de traditions et de culture bakhtiari. Il peut parfois rassembler plusieurs milliers de personnes quand celui-ci a lieu entre deux tribus importantes.

## Principe
La société bakhtiari étant une société tribale, constituée de différents groupes et sous-groupes (ex: Haft Lang, Chahar Lang), le mariage y est perçu comme le moyen de consolider le lien au sein d'une tribu ou entre deux tribus différentes, ou au contraire de nouer des liens avec une autre tribu. Le mariage est traditionnellement arrangé par les familles avec une adhésion minimale des futurs époux, qui ont l'occasion de se parler et donner leur avis, lors de la cérémonie préalable du khāstegāri.

## Avant le mariage
De nombreuses étapes ont lieu avant la cérémonie même du mariage:
- Khāstegāri (persan : خواستگاری). La demande formelle de la famille du prétendant auprès de la famille de la fille. Durant cette visite, le prétendant est accompagné de un ou plusieurs membres de sa tribu, une demande est faite en son nom par les personnes qui l'accompagnent. Le prétendant et la fille convoitée ont l'occasion de se parler seul à seule et d'échanger leur point de vue sur leur union et leur vie future. La famille de la fille donne en général sa réponse quelques jours après, le temps de s'informer sur le prétendant et sa famille auprès d'autres personnes.
- Azmayesh-khoon (persan : آزمایش خون). Si la réponse de la famille de la fille est positive, un test sanguin obligatoire est pratiqué dans une clinique spécialisée pour vérifier de possibles risques liés à la consanguinité. Si le test s'avère négatif, le futur époux offre une bijou à sa future femme que celle-ci doit porter pour marquer la future union auprès des proches.
- Dastboosoon (persan : دست بوسون). Durant cette cérémonie de fiançailles, la famille du futur époux accompagnée de nombreux rish-sefid (persan : ریش سفید) et katkhodāh (persan : کدخدا), personnes respectées au sein de la tribu et représentant l'époux, rend visite à la famille de la femme. Durant cette cérémonie s'apparentant à un marchandage ponctué de nombreuses formules de politesses (taarof) entre les deux familles et tribus, le prix de la dot (persan : شیربها) ainsi que le mehriye (persan : مهريه) (forme d’appréciation permettant d’offrir certaines garanties à la femme en cas de divorce) est fixé. Le contrat est ensuite signé par les futurs époux ainsi que des témoins. Le futur marié offre ensuite or et bijoux à sa future femme ainsi que tissus et autres cadeaux (persan : برچه) à la famille de sa future épouse. Cette cérémonie est suivi d'une fête avec musique toshmāl et danse traditionnelle. Ces étapes peuvent avoir lieu parfois avec plusieurs mois d'intervalle suivant la situation des familles (ex: service militaire du futur époux, situation financière précaire, etc.). Elles sont suivies de la fête du mariage.

## Déroulement du mariage
Les faire-part sont distribués uniquement quelques jours avant le mariage, par des membres de la famille. Les tribus bakhtiaris étant particulièrement liées entre elles, un décès d'un membre de la tribu peut entrainer une période de deuil allant jusqu'à 40 jours et annuler toute festivité. 

### Veille du mariage
La veille au soir du mariage les deux époux, habillés en costume traditionnel, ainsi que leur famille respective se retrouve dans la maison de la mariée pour la cérémonie de à lieu le hanabandān (persan : حنابندان).

### Jour du mariage
La cérémonie a traditionnellement lieu dans un grand terrain en pleine nature en journée. Ils ont essentiellement lieu au printemps durant la période de vacances scolaires de Norouz dans le Khouzistan, lorsque les températures sont clémentes et la nature verdoyante, et durant l'été dans la province de Tchaharmahal-et-Bakhtiari.   La cérémonie particulièrement rythmée et colorée peut rassembler de quelques centaines jusqu'à plusieurs milliers de personnes et est entrecoupée d'un repas servi sur place.

## Danses

### Chub bāzi

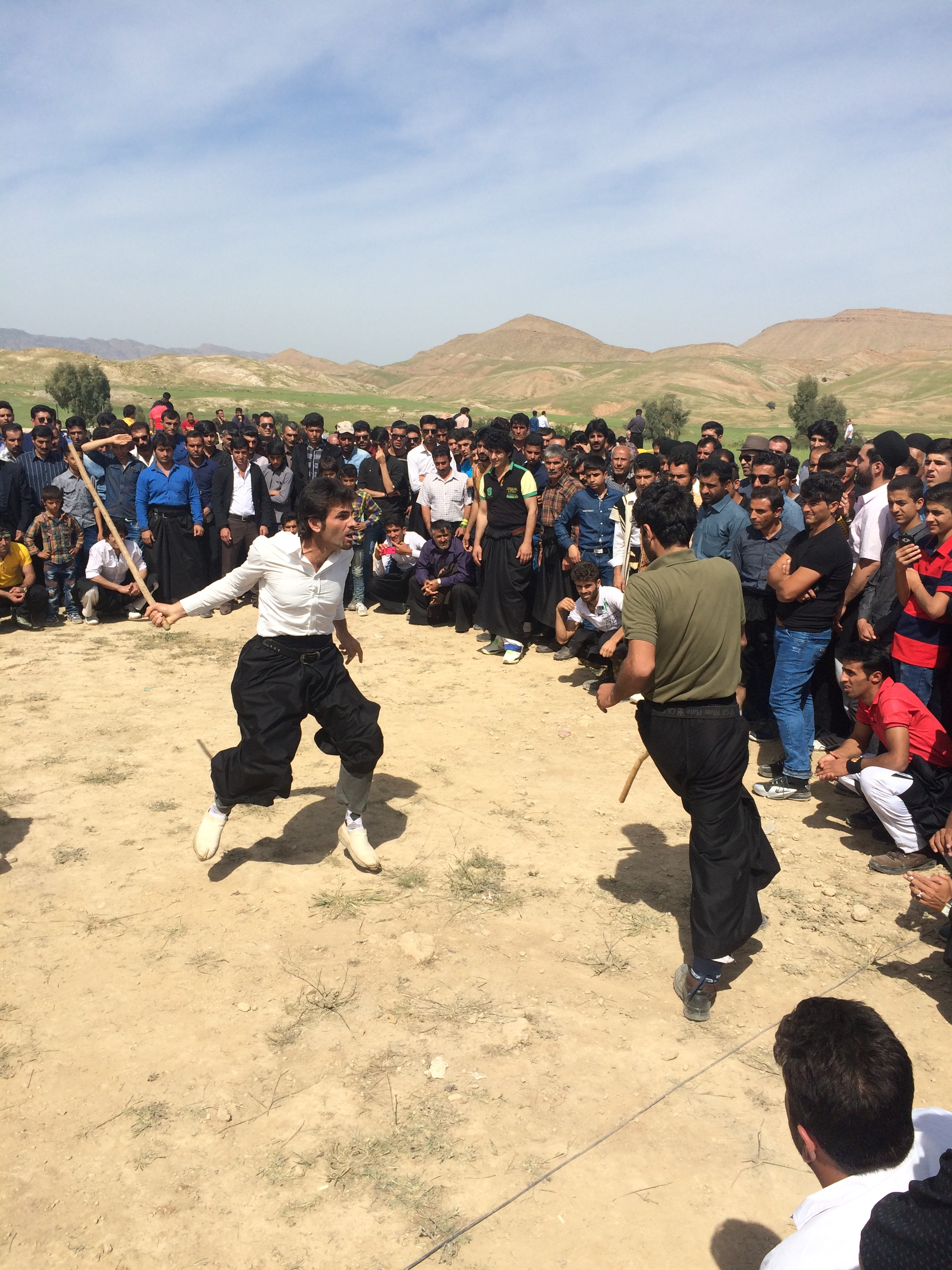
Deux personnes s'affrontent au chub bāzi’’.

Le chub bāzi’’ (persan : چوبازی) (litt. jeu du bâton) est un jeu chorégraphié accompagné de musique qui a généralement lieu au début du mariage (avant la première danse) et après le repas. Dans ce jeu, deux adversaires masculins s'affrontent à tour de rôle, l'un avec un bâton court avec comme objectif d'atteindre l'adversaire en dessous des genoux et l'autre avec un bâton long avec comme objectif se protéger de l'attaque de son adversaire. 
Après chaque attaque, les rôles sont inversés, et d'autres participants peuvent demander à entrer dans le jeu.

### Dastmāl bāzi
La danse du dastmāl bāzi’’ (persan : دستمال بازی) (ou danse des mouchoirs) est l'élément central du mariage bakhtiari. Lors de cette danse, hommes et femmes dansent côte-à-côte sur le son de la musique toshmāl en formant un grand cercle et tournant dans le sens inverse des aiguilles d'une montre. Ils sont vêtus de leurs vêtements de fête et effectuent différents pas de danse qui vont crescendo dans le déroulement du mariage et qui sont accompagnés de mouvements coordonnés des mouchoirs colorés qu'ils agitent en l'air.

## Musique
La musique tochmāl (persan : تشمال) est composée de deux instruments: le karnā (persan : کرنا), un long instrument à vent de la famille des cuivres et le dohol (persan : دهل), un tambour à deux peaux, joué avec les deux mains; l'une frappant un côté de la peau à l'aide d'un bois courbé et l'autre frappant l'autre côté à l'aide d'une fine baguette. La musique est parfois accompagné d'un chanteur.

## Vêtements
Les vêtements bakhtiari se retrouvent pour certains chez d'autres ethnies d'Iran (Lors, Kashkai), mais d'autres sont propres à l'ethnie.

### Hommes

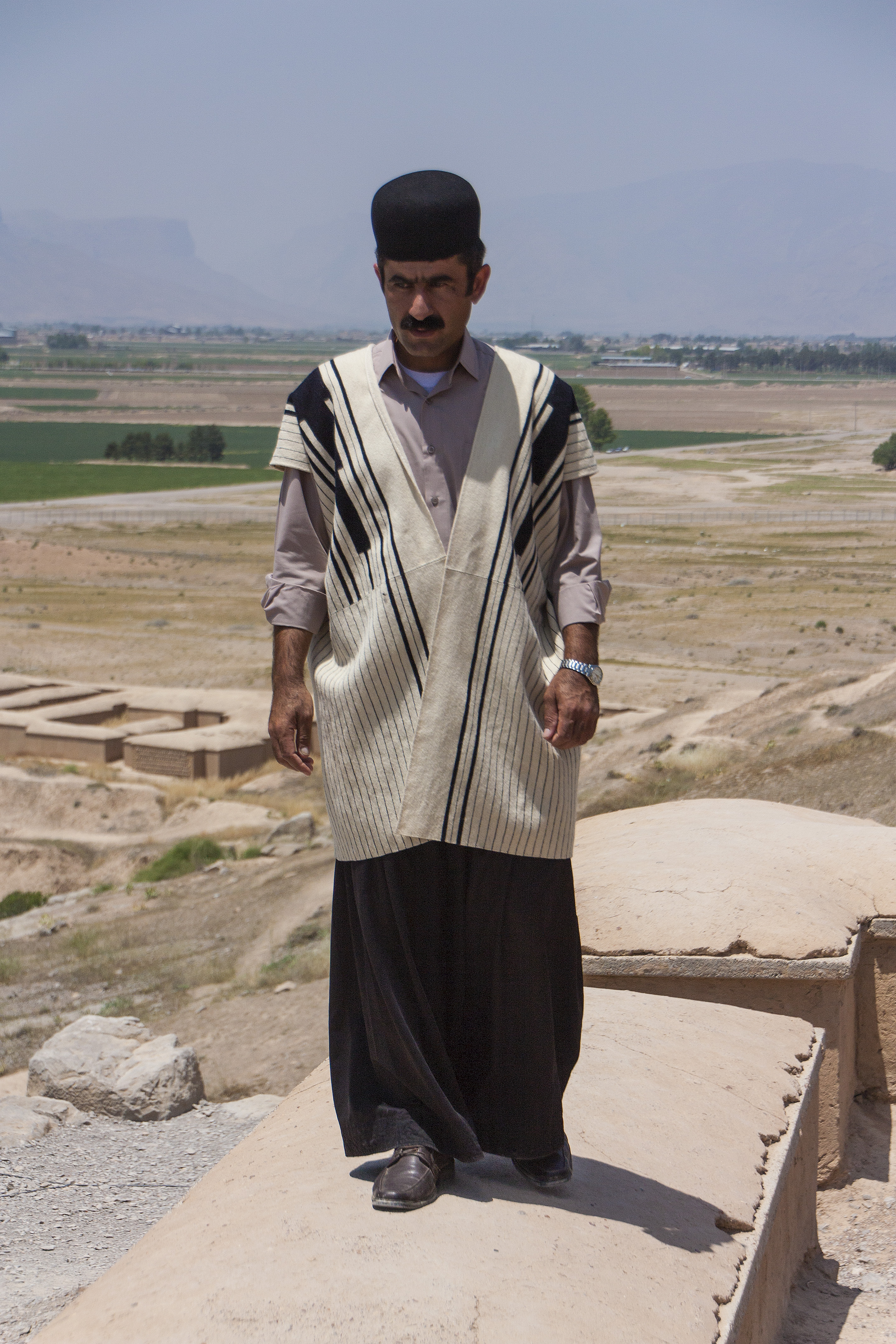
Homme portant la tunique chughā et le pantalon dabit.

- Le pantalon dabit (persan : شلوار دَبیت), est un long pantalon noir, serré à la taille et dont les plis flottent librement jusqu'à terre. Ils sont généralement portés par-dessus un autre pantalon (zir-shalvāri) et accompagné d'une ceinture en cuir à grosse boucle.

- La tunique chughā (persan : چوقا) est portée par-dessus la chemise. Celle-ci est sans manche, ouverte devant et tombe jusqu'au genou. Elle est en laine de couleur blanche naturelle avec des rayures noires ou bleues foncées, dont le motif est censé rappeler la ziggourat de Chogha-Zanbil. Il s'agit de la seule pièce du costume masculin entièrement fabriquée dans la tribu. Les chughā les plus renommés, sont les chughā kiārsi-baf (persan : چوقاکیارسی بف) du nom de la tribu Kiārsi de la branche Haft Lang qui les produit.

- Le kola (persan : کلاه), calotte en feutre que portent les hommes sur la tête.

- Les giveh (persan : گیوه), sorte d'espadrilles à la semelle très épaisse, faite de bandelettes de chiffon maintenues très serrées par des lanières de cuir sur lesquelles elles sont enfilées transversalement. Les giveh les plus réputées sont produites dans la ville de Najafabad.

### Femmes

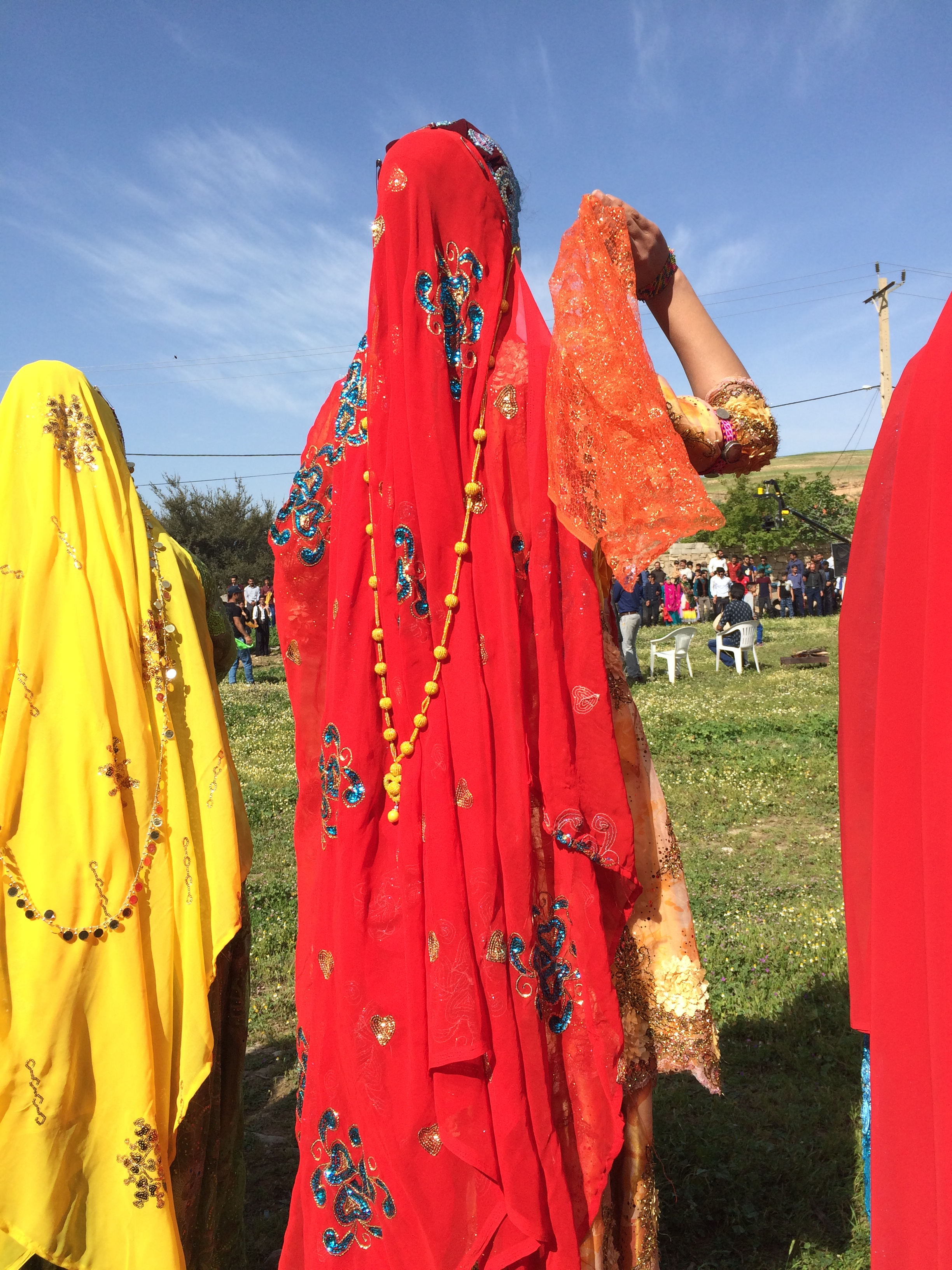
Vetêments féminin colorés lors d'un mariage à Bazoft.

- Le lachak (persan : لَچَک) est un béguin porté à même la chevelure, formé d'une bande de velours qui couvre le dessus du crane et des oreilles, et à laquelle est cousu un fond d'étoffe qui descend jusqu'à la nuque.

- Le voile meynā (persan : مَینا) est fixé sur le lachak et est fait d'une étoffe légère plus ou moins transparente et de couleur vive.

- Le shalvār gheri (persan : شلوار قِری) une longue robe colorée à multiples plis.

## Cadeaux
Chaque famille détient une liste des mariages auxquels elle a participé et contribué financièrement. Les personnes invitées à un mariage se doivent de répondre financièrement en retour en donnant au minimum la même somme qu'ils ont reçu lors de leur festivité. Une personne de chaque tribu est chargée de noter la liste des contributeurs de sa tribu et de remettre cette liste et l'argent amassée à la famille du marié. 

## Sources
- Jean-Pierre Digard, Techniques des nomades Baxtyâri d'Iran, Paris, Éditions de la Maison des sciences de l'homme, 1981